# Domena (biologija)
Domena (latinsko Regio), tudi nadkraljestvo ali imperij, je najvišja raven znanstvene klasifikacije živih bitij po taksonomskem sistemu, ki ga je razvil in leta 1990 predlagal ameriški mikrobiolog Carl Woese s sodelavci. Po njihovi teoriji se življenje na Zemlji deli na tri domene: arheje, bakterije in evkarionte.
Delitev temelji na zaporedju ribosomske RNA, univerzalne molekule, ki kodira ribosome – organele, ki v vseh živih bitjih katalizirajo ter regulirajo tvorbo beljakovin. Zaradi njihove pomembne vloge, ključne za življenje, in hkrati kompleksne zgradbe, ki upravlja z enim najkompleksnejših biokemijskih procesov – sintezo beljakovin, je zgradba ribosomov izjemno konzervativna, zaradi česar biologi s pridom uporabljajo zaporedje molekule RNA, ki jih kodira, kot pokazatelj sorodnosti na najvišjih ravneh. Woese je s sodelavci izdelal obsežno zbirko podatkov o zgradbi ribosomske RNA različnih mikroorganizmov in leta 1977 objavil odmeven članek, v katerem je dokazoval, da metanogeni mikrobi ne spadajo z bakterijami v enotno skupino prokariontov kot je veljalo do tedaj, temveč tvorijo povsem ločeno skupino, arheje.
Kasnejši razvoj teorije, ki je pripeljal do predloga treh domen, je naletel na odpor nekaterih vidnejših evolucijskih biologov, kot sta Salvador Luria in Ernst Mayr. Woesejev sistem je zdaj v biologiji splošno uporabljan za opis sorodnosti skupin, pri čemer pa ostaja odprto vprašanje zgodnjega evolucijskega razvoja glavnih skupin iz zadnjega skupnega prednika, za opis katerega bi bil bržkone potreben mnogo bolj zapleten prikaz. Analiza podobnosti mitohondrijske RNA namreč zanemari številne druge pojave, kot je lateralni prenos genov, ki lahko vplivajo na razumevanje nastanka glavnih skupin organizmov. Zato nekateri taksonomi še vedno zagovarjajo starejši sistem petih kraljestev (bakterije, protocisti, živali, rastline in glive) ali kompromisen sistem šestih kraljestev z dodanimi arhejami. Vprašanje klasifikacije na tej ravni, ki je tesno povezano z vprašanjem nastanka življenja, je torej še vedno predmet intenzivnih razprav in raziskav v biologiji.